# Lew Semjonowitsch Rubinstein

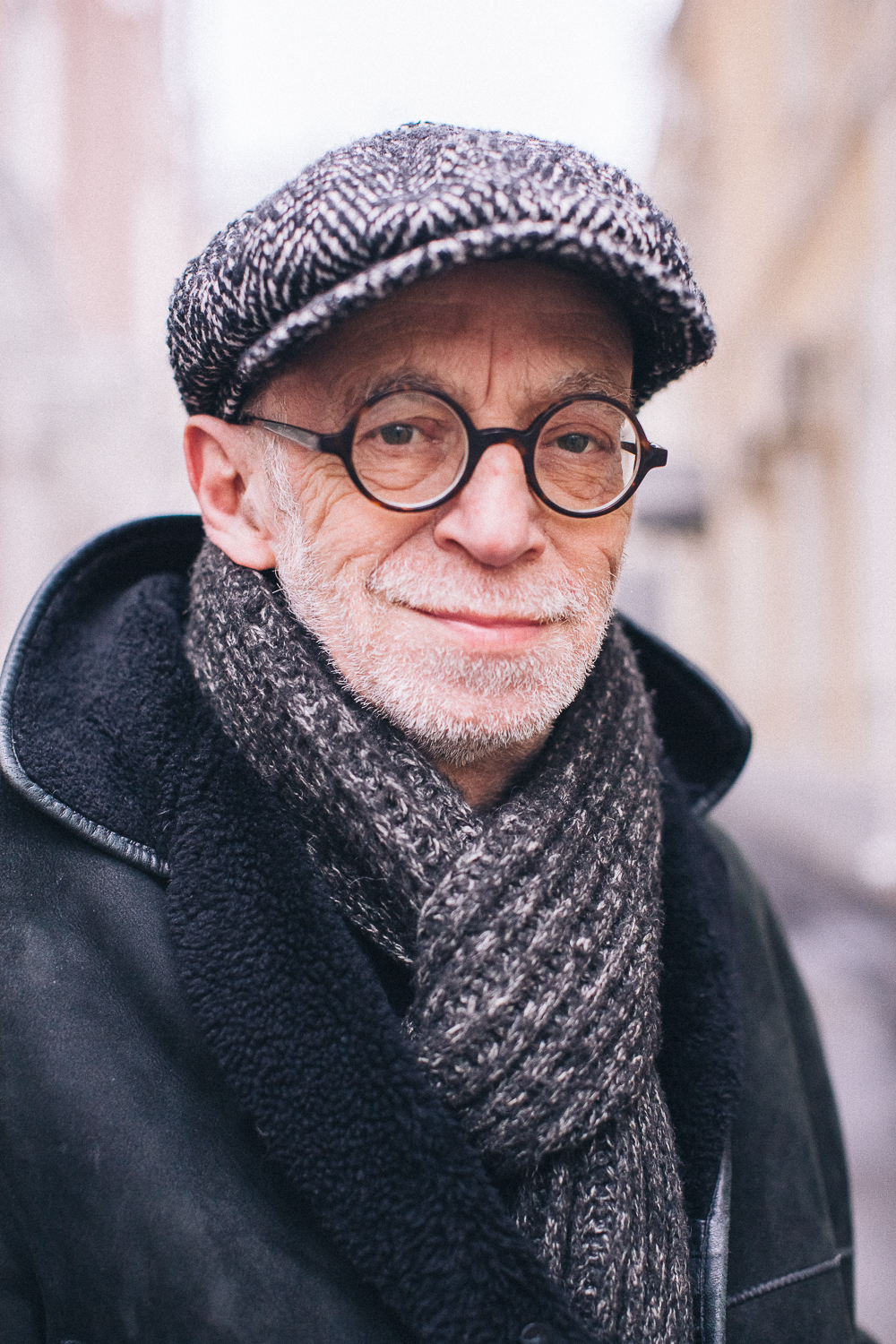
Lew Rubinstein, 2017

Lew Semjonowitsch Rubinstein (russisch Лев Семёнович Рубинштейн; * 19. Februar 1947 in Moskau; † 14. Januar 2024 ebenda) war ein russischer Schriftsteller und Essayist. Er war einer der Hauptvertreter des Moskauer Konzeptualismus. Mit seiner „Karteikarten-Poesie“ – er schrieb kurze Sätze und Strophen von Gedichten auf Karteikarten – schuf er ein eigenes Genre.

## Leben
Rubinstein wurde als Sohn jüdischer Eltern in Moskau geboren. Nach Abschluss seines Philologiestudiums am Moskauer Pädagogischen Fernstudiuminstitut (z. Zt.: Staatliche Scholochow-Universität für Geisteswissenschaften zu Moskau) wurde Rubinstein Bibliothekar und Bibliograph an seiner Alma Mater. Seine Arbeit mit Katalogkarten brachte ihn auf die Idee, „Notizkartengedichte“ zu schreiben. In den 1970er- und 1980er-Jahren war Rubinstein ein bedeutender Vertreter und Schriftsteller des Moskauer Konzeptualismus in der sowjetischen Untergrundliteraturszene. Er arbeitete auch als Journalist und sozialer Aktivist, schrieb für The Itogi und das Weekly Journal. Rubinstein lebte mit seiner Frau Irina und seiner Tochter Maria in Moskau.
Im März 2022 gehörte Rubinstein zu den Unterzeichnern eines Appells russischsprachiger Schriftsteller an alle Russisch sprechenden Menschen, innerhalb Russlands die Wahrheit über den Krieg in der Ukraine zu verbreiten. Nach 5 Monaten Krieg verglich er die Angst mit den Zuständen in stalinistischen Zeiten; so schrieb er, es sei „sicherer“, in einer Warteschlange nur zuzuhören statt mitzudiskutieren. Der Kreml sei starr wie eine Betonplatte. Rubinstein schrieb diesem Block eine Obsession zu, ein „Typhus-Delirium“, in welchem sich das Regime von lauter Feinden umgeben sehe; es bilde sich ein, jene würden ständig nur überlegen, wie sie Russland schaden könnten. Dabei sei es doch ganz einfach so, dass „alles Lebendige und Menschliche gegen sie ist. Alles, was mit einer menschlichen Stimme atmet, fühlt, denkt und spricht.“
Rubinstein starb am 14. Januar 2024 im Alter von 76 Jahren in einem Krankenhaus in Moskau, nachdem er am 8. Januar von einem als Verkehrsrowdy einschlägig bekannten Autofahrer auf dem Zebrastreifen angefahren worden war. Die Frankfurter Allgemeine Zeitung nannte ihn den „vielleicht letzten freien öffentlichen Intellektuellen in Russland“.

## Werk
Rubinstein schrieb „Karteikarten-Gedichte“: Jede Strophe eines Gedichtes wurde auf einer eigenen Karteikarte notiert. Die Karten sind Text und Objekt zugleich: Gedichte erscheinen dem Leser erst durch ein Blättern und Lesen der Karten in einer ganz bestimmten Reihenfolge. Seine Gedichte verfasste Rubinstein in Vers und Prosa, auch als Theaterstück für ein Publikum. Ein Großteil seiner Notizen sind über- und umgeschriebene Zitate aus dem Alltag oder namhafter russischer Schriftsteller; denn es gibt für ihn keine neuen Texte und Bilder, es lasse sich nur bereits Bestehendes neu fassen, neu deuten, schreiben oder malen. Für sein Werk wurde Lew Rubinstein 1999 mit dem Andrei-Bely-Preis für Geisteswissenschaften ausgezeichnet.

## Bibliographie (auf Deutsch)
- Ein ganzes Jahr. Mein Kalender. Aus dem Russischen übersetzt von Werner Boschmann, Elisabeth Landenberger, Dario Planert, Lara Rindt, Susanne Strätling, Dimitri Vinogradov, Anna Weigelt, Georg Witte. Friedenauer Presse, Berlin 2021, ISBN 978-3-7518-0609-1.
- Programm der gemeinsamen Erlebnisse. Aus dem Russischen übersetzt von Günter Hirt und Sascha Wonders. Helmut Lang, Münster 2003, ISBN 3-931325-25-3.
- Immer weiter und weiter. Aus dem Russischen übersetzt von Günter Hirt und Sascha Wonders. Helmut Lang, Münster 1994, ISBN 3-9801472-4-X.